# Classe Wittelsbach
La classe Wittelsbach erano navi da battaglia pre-dreadnought tedesche varate agli inizi del XX secolo, con 5 navi completate, dotate di cannoni da 240mm. 
Troppo vecchie per dare un contributo fattivo alla Prima guerra mondiale, sopravvissero al conflitto.